# おねり
おねりは、山梨県に伝わる郷土料理。ジャガイモやカボチャ、サツマイモなどから作られる。

## 概要
主に笛吹市や甲州市などの峡東地域、身延町などに伝承されている。ジャガイモやカボチャなどの野菜とトウモロコシや小麦などの粉に塩湯を入れてかき混ぜ、固まったところを食べる。
山間部では米を生産しにくいため、サツマイモや麦、ソバなどの雑穀などを主とした食べ物が良く作られた。100年以上の歴史を持ち、主に米のつなぎ食として食べられていた。「朝はおねり、昼はおやき、夜はほうとう」という言葉があり、とても身近な食べ物だったことがうかがえる。

## 作り方
ここではカボチャを用いた料理を紹介する。
1. カボチャを水洗いして、種とワタが除いて薄く切る[1]。
2. 鍋にカボチャと水を入れて煮る。カボチャが柔らかくなった時に、カボチャを崩す[1]。
3. 塩と砂糖を加え、とうもろこし粉を数回に分けてよく練る[1]。
4. ぽってりとすると完成[1]。